# Янувек (гміна П'яскі)
Янувек (пол. Janówek) — село в Польщі, у гміні П'яскі Свідницького повіту Люблінського воєводства.
Населення — 304 особи (2011).
У 1975-1998 роках село належало до Люблінського воєводства.

## Демографія
Демографічна структура станом на 31 березня 2011 року:
|          | Загалом | Допрацездатний вік | Працездатний вік | Постпрацездатний вік |
| -------- | ------- | ------------------ | ---------------- | -------------------- |
| Чоловіки | 152     | 31                 | 101              | 20                   |
| Жінки    | 152     | 32                 | 84               | 36                   |
| Разом    | 304     | 63                 | 185              | 56                   |